# فيروس نقص المناعة في آسيا
فيروس نقص المناعة في آسيا، في عام 2008، كان هنالك 4.7 مليون شخص في آسيا مصاب بفيروس نقص المناعة البشرية وفقًا للأمم المتحدة. تعتقد الأمم المتحدة أنّ الوباء في آسيا بلغ ذروته في منتصف التسعينيات، وانخفضت الإصابة السنوية بفيروس نقص المناعة البشرية في وقت لاحق بأكثر من النصف. على الصعيد الإقليمي، ظل الوباء مستقراً إلى حد ما منذ عام 2000.

## شرق آسيا

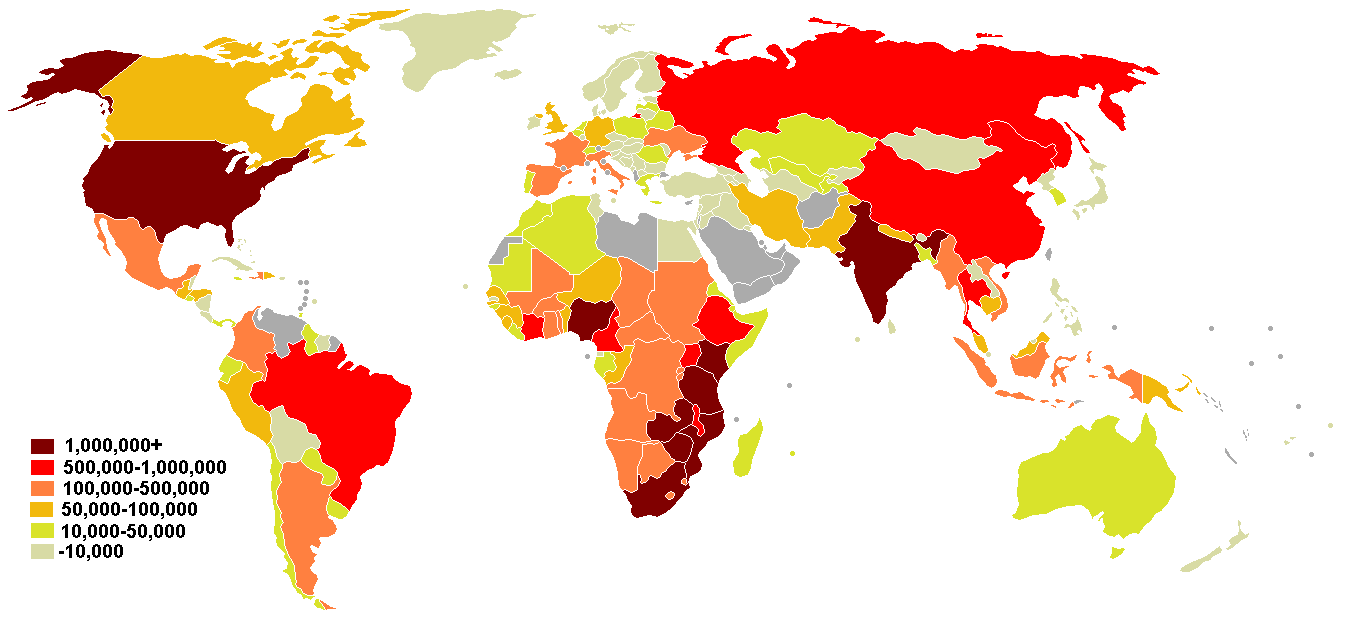
الأشخاص المصابون بفيروس نقص المناعة البشرية / متلازمة نقص المناعة المكتسب (الإيدز)، بأعداد مطلقة لعام 2008. ويعيش عدد كبير من المصابين بفيروس نقص المناعة البشرية حتى في البلدان ذات مستويات انتشار فيروس نقص المناعة البشرية المنخفضة نسبيًا..

مقارنة بالمناطق الأخرى، ولا سيما إفريقيا والأمريكتان، فإن المستويات الوطنية لانتشار فيروس نقص المناعة البشرية في شرق آسيا منخفضة للغاية (0.1٪ في فئة البالغين (15-49)). ومع ذلك، بسبب العدد الكبير من السكان في العديد من دول شرق آسيا، لا يزال انخفاض معدل انتشار فيروس نقص المناعة البشرية على المستوى الوطني يعني أن أعدادًا كبيرة من الناس مصابون بفيروس نقص المناعة البشرية.

### الصين

حالات الإصابة بفيروس نقص المناعة البشرية في المقاطعات الصينية بحلول كانون الأول / ديسمبر 2005؛عدد كبير من الحالات بالقرب من الحدود الشرقية والغربية.

تهيمن جمهورية الصين الشعبية على الصورة في هذه المنطقة. الكثير من الانتشار الحالي لفيروس نقص المناعة البشرية في الصين يتم عن طريق تعاطي المخدرات عن طريق الوريد وممارسة الجنس بأجر. في المناطق الريفية، وخاصة في مقاطعة خنان، شارك عدد كبير من المزارعين في عمليات نقل الدم الملوثة؛ تقديرات المصابين هي في عشرات الآلاف.

### اليابان
أظهرت الأرقام الرسمية (الإنجليزية) للفترة من شهر يوليو إلى أكتوبر 2006 أن أكثر من نصف حالات فيروس نقص المناعة البشرية / الإيدز المحلية كان بين الرجال مثليي الجنس، والباقي تنتقل عن طريق الاتصال الجنسي، تعاطي المخدرات، في الرحم أو عن طريق وسائل غير معروفة. اقترح بحث مستقل أن معدلات الإصابة الفعلية قد تكون أعلى من ذلك بكثير، وخاصة بين الشباب. [وصلة مكسورة]

### كوريا الشمالية
وفقا لبرنامج الأمم المتحدة المشترك لمكافحة الإيدز، فإن أقل من 0.2 ٪ من البالغين في كوريا الشمالية يعانون من فيروس نقص المناعة البشرية. تقدر منظمة الصحة العالمية أن كوريا الشمالية لديها أقل من 100 شخص مصاب بفيروس نقص المناعة البشرية / الإيدز. رسميا، تؤكد الدولة أنها خالية تماما من الإيدز.

### كوريا الجنوبية
الحالات التراكمية لكوريا الجنوبية المبلغ عنها بفيروس نقص المناعة البشري تجاوزت 6000 حالة، و 797 حالة مبلغ عنها في عام 2008.
وفقا لمراكز السيطرة على الأمراض والوقاية منها في كوريا، فإن انتشار فيروس نقص المناعة البشرية في كوريا الجنوبية آخذ في الارتفاع. كانت أول حالة إصابة بفيروس نقص المناعة البشرية في عام 1985. في عام 2000، كان عدد الأشخاص المصابين بفيروس نقص المناعة البشرية 219 شخصًا، وارتفع إلى 797 تشخيصًا في عام 2008. تم تأكيد غالبية التشخيصات بعد الفحوص الروتينية، وتبيّن أن الذكور لديهم معدل إصابة أعلى بكثير. من أجل منع النساء الكوريات من الإصابة بفيروس نقص المناعة البشرية، يجب اكتشاف الذكور المصابين بالفيروس في وقت مبكر. أكثر طرق انتقال المرض شيوعًا في كوريا الجنوبية هي من خلال الاتصالات الجنسية بين الجنسين، لأن الشذوذ الجنسي أمر غير شائع وغير مقبول اجتماعيًا.
بسبب انخفاض معدل انتشار فيروس نقص المناعة البشرية في كوريا الجنوبية، مثلت وسائل الإعلام الكورية فيروس نقص المناعة البشرية كمرض جلبه إلى كوريا من قبل الأجانب من بلدان أخرى. وضعت الحكومة الكورية سياسات لدمج هذه الأفكار.يجب على أي أجنبي يخطط للبقاء في كوريا الجنوبية اختبار فيروس نقص المناعة البشرية، وإذا أظهرت النتائج أنه إيجابي، لم يعد بإمكانه البقاء في البلاد لأي سبب. قد تكون هذه مشكلة للأجانب الذين يرغبون في العمل في كوريا الجنوبية.كما قدمت الحكومة الكورية تمويلًا ماليًا من أجل تقليل ومساعدة المصابين بالفعل بفيروس نقص المناعة للمواطنين الكوريين.خلقت منظمات الصحة العامة فرصًا للمساعدة مثل خدمات العلاج المجانية ومواقع الاختبارات المجهولة.

### تايوان
اعتبارا من مارس 2016، هنالك 31620 حالة لمواطنين تايوانيين تم الإبلاغ عنها بثبوت إصابتهم بفيروس نقص المناعة البشرية / الإيدز. يمكن حاليًا لمرضى فيروس نقص المناعة البشرية / الإيدز من المواطنين التايوانيين الحصول على الرعاية الطبية المجانية (بما في ذلك مضادات الفيروسات القهقرية)، مع تغطية الدولة للتكلفة. أقامت المنظمات غير الحكومية «منازل نصفية للإيدز» للمرضى اللذين بلا مأوى. تزداد نسبة المرضى الذين يتعاطون المخدرات بسرعة، الأمر الذي أدى بالسلطة إلى تعزيز برنامج للحد من الضرر.

## جنوب وجنوب شرق آسيا
هذه المنطقة المترامية الأطراف ليست شاسعة فحسب، بل متنوعة، مع اختلاف وتيرة وشدة وباء فيروس نقص المناعة البشرية في المنطقة. يهيمن الوباء في الهند على صورة الإيدز في جنوب آسيا، لكن البيانات الجديدة الصادرة عن برنامج الأمم المتحدة المشترك المعني بفيروس نقص المناعة البشرية / الإيدز تبين أن الهند اعتبارا من عام 2007 لديها معدل انتشار منخفض نسبيا للإيدز. مع ما يقدر بنحو 2-3.1 مليون إصابة، الهند لديها ثالث أكبر عدد من الأشخاص الذين يعانون من الإيدز بعد جنوب أفريقيا ونيجيريا.

تقدير معدل انتشار فيروس نقص المناعة البشرية في المائة بين البالغين (15-49) لكل بلد اعتبارًا من عام 2011.

في جنوب وجنوب شرق آسيا، لا يزال وباء فيروس نقص المناعة البشرية يتركز إلى حد كبير في متعاطي المخدرات بالحقن، والرجال الذين يمارسون الجنس مع الرجال، والعاملين في مجال الجنس، وعملاء المشتغلين بالجنس وشركائهم الجنسيين المباشرين. تحدث إصابات جديدة في تايلاند وميانمار وكمبوديا بمعدل ثابت. استراتيجيات الوقاية في هؤلاء السكان، في معظمها، غير كافية.

### بوتان
وفقا لتقارير وزارة الصحة في بوتان، كان لدى بوتان 246 حالة إصابة بفيروس نقص المناعة البشرية / الإيدز حتى أغسطس 2011.

### الهند
يهيمن الوباء في الهند على صورة الإيدز في جنوب آسيا. في جنوب وجنوب شرق آسيا، لا يزال وباء فيروس نقص المناعة البشرية يتركز إلى حد كبير في متعاطي المخدرات بالحقن، والرجال الذين يمارسون الجنس مع الرجال، والعاملين في مجال الجنس، وعملاء المشتغلين بالجنس وشركائهم الجنسيين المباشرين. المهاجرون، على وجه الخصوص، معرضون للخطر و 67 ٪ من المصابين في بنغلاديش و 41 ٪ في نيبال هم مهاجرون عائدون من الهند. هذا يرجع جزئيًا إلى الاتجار بالبشر واستغلالهم، ولكن أيضًا لأن أولئك المهاجرين الذين يذهبون إلى الهند بحثًا عن عمل غالبًا ما يخشون الوصول إلى الخدمات الصحية الحكومية بسبب المخاوف من وضعهم كمهاجرين.

### باكستان
فيروس نقص المناعة البشرية ليس الوباء المهيمن في باكستان. ومع ذلك، فإن عدد الحالات آخذ في الازدياد. السماح بتعاطي المخدرات المرتفع باعتدال وعدم القبول بأن ممارسة الجنس خارج إطار الزواج أمر شائع في المجتمع، سمح لوباء الإيدز بالترسخ في باكستان، وخاصة بين متعاطي المخدرات بالحقن وبعض العاملين في مجال الجنس من الذكور والعمال المهاجرين العائدين. قد يصبح الإيدز قضية صحية كبيرة. تشير أحدث الأرقام الخاصة بالبرنامج الوطني لمكافحة الإيدز إلى أنه تم حتى الآن الإبلاغ عن أكثر من 4000 حالة إصابة بالفيروس منذ عام 1986، لكن تقديرات الأمم المتحدة والحكومة قدرت عدد حالات الإصابة بفيروس نقص المناعة البشرية / الإيدز بحوالي 97000 حالة (تتراوح بين 46000 و 210000). ومع ذلك، تشير تقديرات أكثر واقعية تستند إلى أرقام المراقبة الفعلية، إلى أن هذا العدد قد يكون أقرب إلى ما بين 40000 - 45000. معدل الانتشار الإجمالي لعدوى فيروس العوز المناعي البشري بين البالغين الذين تتراوح أعمارهم بين 15 و 49 عامًا هو 0.1٪ (0.05٪ إذا قبل المرء التقديرات الأقل).

### سنغافورة
تحتفظ وزارة الصحة بسجل سري للأفراد المصابين بفيروس نقص المناعة البشرية. تم الكشف عن التفاصيل الخاصة لـ 8.800 أجنبي و 5400 سنغافوري مصاب بفيروس نقص المناعة البشرية نتيجة للمعالجة غير الصحيحة للبيانات.

### سيريلانكا
يعتبر العاملون في مجال الجنس أكثر عرضة للخطر. عدد الشركاء لكل عامل جنسي منخفض نسبياً (4 في الأسبوع) مقارنة بالبلدان الأخرى (بنغلاديش 18-36 في الأسبوع). هنالك معدل استخدام الواقي الذكري مرتفع نسبيا (67.6). خدمة نقل الدم في الغالب تديرها الدولة وتعتبر آمنة. من بين 35000 شخص يتعاطون المخدرات، يُعتقد أن أقل من 1٪ من متعاطي المخدرات بالحقن.

### تايلاند
532522 تايلاندي كانوا يعيشون مع فيروس نقص المناعة المكتسبة في عام 2008.

### فيتنام
تعتقد الأمم المتحدة أن هناك ما يقرب من 290000 شخص مصاب بفيروس نقص المناعة البشرية اعتبارًا من عام 2008.

## روابط خارجية
- AIDS epidemic update 2005 (PDF)
- Specific country data from UNAIDS
- AIDSPortal Asia page Latest research, case studies and news stories
- Aids Crisis in India نسخة محفوظة 2 أكتوبر 2018 على موقع واي باك مشين. Sapna Magazine Article
- AIDSPortal Central Asia page Latest research, case studies and news stories